# Ceratosolen niveipes
Ceratosolen niveipes is een vliesvleugelig insect uit de familie vijgenwespen (Agaonidae). De wetenschappelijke naam is voor het eerst geldig gepubliceerd in 1927 door Girault.